# Trashiyangste (plaats)
Trashiyangste is een plaats in Bhutan en is de hoofdplaats van het district Trashiyangste.
In 2005 telde Trashiyangste 2735 inwoners.